# Kedungsari (Temayang)
Kedungsari is een bestuurslaag in het regentschap Bojonegoro van de provincie Oost-Java, Indonesië. Kedungsari telt 2209 inwoners (volkstelling 2010).